# Шуменський історичний музей
Обласний історичний музей в Шумені є одним з найстаріших і найбільших музеїв Болгарії.
Він був створений в 1904 році. У ньому зберігається понад 150 тисяч експонатів з 5-го тисячоліття до нашої ери до 20-го століття.
До структури музею включені два національних заповідники — національний історико-археологічний заповідник «Плиска» і національний історико-археологічний заповідник «Мадара», як і археологічний заповідник «Шуменська фортеця», 4 будинки-музеї — Панайот Волов, Добри Войников, Лайош Кошут та Панчо Владигеров, пізньоантична фортеця «Войвода» та погрібальний комплекс «Іванський».

## Історія
Початок музейної справи в Шумені вперше здійснив викладач Сава Доброплодний. Першу експедицію він здійснив до руїн Преслава в 1857 році. Із матеріалів, зібраних у ній, у бібліотеці чоловічого класного училища влаштовується колекція для шкільного музею. До визволення триває збір і збереження старожитностей. Після того, як Карел Шкорпіл виявив залишки Плиски, виникла ідея у Рафаеля Попова про створення археологічного суспільства. У 1902 році була створено товариство. 29 червня 1904 року в культурному центрі міста було відкрито краєзнавчий музей. Нинішня будівля музею побудована спеціально в 1981 році.

## Експозиція
У музеї зберігається понад 150 тисяч експонатів, що розташовані в 8 залах. Експозиція музею хронологічно розділена на історичні епохи. 31 березня 2017 року відкритий для відвідування комплекс «Авшарян», який став частиною Регіонального історичного музею в м. Шумен з квітня 2016 року.

### Праісторія
Експозиція зала «Праісторія» представляє матеріальну і духовну культуру неолітичного поселення, знайденного біля села Ловець, енеолітичного селення у великій та маленькій печері в Мадарі, представлені експонати з кургану Коджадермен, селищного поховання з Салманово, Ловця, Вінниці, Сушина, Іваново, Синього Виру, Смядово та погрібальних курганів з Мировців, Мадари, Калугериці, Царев Брода.

### Античність
У залі «Античність» експанована фракійська гробниця з IV століття до н. е., знайдена у погрібальному кургані поблизу Смядово. Це єдина гробниця на Балканському півострові, яка експонується в музеї.

### Середньовіччя
Середньовіччя представлене у двох залах. У першому залі знаходяться експонати з часів створення Першої Болгарської держави та знахідки з Плиски. Другий — експонати Другого Болгарського царства, знайдені в Преславі, Мадарі, Шуменській фортеці та аулі хана Омуртага.

### Історія болгарських земель XV—XIXст.
Зал розповідає про болгарські землі періоду між XV — XIX століттями. На виставці представлені фото, документи та предмети з історії Шумена під час Османської влади.

### Болгарське Відродження
У залі «Відродження» представлена історія болгарського національного відродження з особливою увагою до освітньої діяльності першого болгарського оркестру під керівництвом Добрі Войнікова.

### Християнська культура XVII—XIXст.
Зал був заснований у 1991 році, коли була проведена спеціальна виставка, присвячена християнській культурі XVII — XIX століть. Є ікони, книги для літургій, царські двері.

### Скарбниця
У залі розміщена багата нумізматична колекція з понад 100 000 монет, деякі з яких є унікальними. Монети виставлені у хронологічному порядку. Тут розташована найбільша колекція болгарських і візантійських олов'яних печаток в країні. Хронологічно виставлені матеріали з дорогоцінних металів та унікальних матеріалів. Експонована частина багатої колекції вогнепальної зброї та холодної зброї XVI- XIX століть.

### Тимчасові виставки
Тимчасові виставки представлені у фоє та мармуровому фоє музею.

## Наукова діяльність
Обласний історичний музей в Шумені є культурно-науковим інститутом, друкує власне наукове видання «Сповіщення історичного музею — Шумен». Музей має бібліотеку з понад 25 000 томів наукової літератури та періодичних видань, реставраційно-консерваціонні лабораторії та фотолабораторію. Проводяться наукові дослідження на території Шуменської області.

## Туризм
Історичний музей є частиною 100 національних туристичних об'єктів Болгарського туристичного союзу. Він знаходиться під № 94, поряд з Шуменською фортецею.